# Gleisdreieck (metropolitana di Berlino)
La stazione di Gleisdreieck (letteralmente "triangolo di binari") è una stazione della metropolitana di Berlino, posta all'incrocio fra il tronco comune alle linee U1 e U3 e la linea U2.
È posta sotto tutela monumentale (Denkmalschutz).